# Artiom Wolwicz
Artiom Aleksandrowicz Wolwicz (ros. Артём Александрович Вольвич; ur. 22 stycznia 1990 w Niżniewartowsku) – rosyjski siatkarz grający na pozycji środkowego. Od sezonu 2016/2017 występuje w drużynie Zenit Kazań.

## Sukcesy klubowe
Puchar Rosji:
- 2011, 2016, 2017, 2018, 2019, 2021

Liga Mistrzów:
- 2013, 2017, 2018
- 2019

Klubowe Mistrzostwa Świata:
- 2017
- 2013, 2016
- 2019

Mistrzostwo Rosji:
- 2017, 2018
- 2014, 2019, 2020

Superpuchar Rosji:
- 2016, 2017, 2018, 2020

## Sukcesy reprezentacyjne
Mistrzostwa Europy Juniorów:
- 2008

Letnia Uniwersjada:
- 2013

Liga Światowa:
- 2013

Memoriał Huberta Jerzego Wagnera:
- 2013, 2018
- 2017

Mistrzostwa Europy:
- 2013, 2017

Puchar Wielkich Mistrzów:
- 2013

Liga Narodów:
- 2018

Igrzyska Olimpijskie:
- 2020

## Nagrody indywidualne
- 2016: Najlepszy środkowy Igrzysk Olimpijskich w Rio de Janeiro
- 2016: Najlepszy środkowy Klubowych Mistrzostw Świata
- 2017: Najlepszy środkowy Ligi Mistrzów
- 2019: Najlepszy środkowy Klubowych Mistrzostw Świata